# Operetka (opera)
Operetka – opera Michała Dobrzyńskiego w oparciu o utwór pod tym samym tytułem Witolda Gombrowicza w reżyserii Jerzego Lacha.
- kierownictwo muzyczne: Przemysław Fiugajski
- scenografia: Jerzy Rudzki